# Аксел Шпрингер
Аксел Цезар Шпрингер (2 май 1912 – 22 септември 1985) е немски издател и основател на компанията Axel Springer SE, най-голямата медийна издателска фирма в Европа. До началото на 60-те години на XX век неговите печатни заглавия доминират на западногерманския пазар на ежедневна преса. Неговият Bild Zeitung се превръща в таблоид на нацията.
В края на 60-те години Шпрингер влиза в конфронтация с нововъзникващото движение „Нови леви“. Враждебното отразяване на студентските протести и продължаващото отклонение надясно в редакционните коментари са посрещнати с бойкоти и блокади на печатници, а по-късно през 1972 г. – и с бомбени нападения на офисите на компанията от фракцията „Червена армия“ („Бандата на Баадер и Майнхоф“).
В края на 70-те години на XX век разкритията на журналистически злоупотреби от разследващия репортер Гюнтер Валраф водят до порицания от Съвета по пресата. Понякога наричан германският Рупърт Мърдок, Шпрингер, с насрещни дела и незначителни отстъпки, успява да преодолее публичната критика към редакционната си етика и пазарно господство.
Шпрингер се занимава с „частна дипломация“ в Москва през 1958 г. и с по-голямо признание в Йерусалим през 1966 и 1967 г. В допълнение към популяризирането и защитата на ценностите на „западното семейство на нациите“ и НАТО Шпрингер обявява за „лайтмотив“ на журналистиката на неговата компания „помирението между евреи и германци и подкрепата за жизнените права на Държавата Израел“.

## Биография
Роден е в хамбургския район Алтона в семейството на издателя Хенрих Шпрингер. Започва кариерата си през 1947 г. с учредяването на компанията Axel Springer GmbH в Хамбург. Компанията издава вестника Hamburger Abendblatt, а по-късно Шпрингер разширява дейността, като започва да издава нови списания, сред които Hör zu – популярно списание за тв- и радиопрограми. През 1952 г. Шпрингер добавя в списъка на дейностите си издаването на таблоида Bild, който скоро става влиятелен масов ежедневник с тираж над 1 милион екземпляра.